# História da Macedónia do Norte
A Macedónia do Norte (português europeu) ou Macedônia do Norte (português brasileiro) foi colonizada pela primeira vez pelos eslavos no século VI e sofreu uma série de conquistas. No século VII foi conquistada pelos búlgaros, em 1014 pelos bizantinos e pela Sérvia no século XIV. Passou a fazer parte do Império Otomano em 1355 e ficou dividida entre a Sérvia, a Bulgária e a Grécia depois da guerra dos Balcãs, já em 1912-1913. Após a Primeira Guerra Mundial os sérvios da (Vardar)-Macedónia passaram a fazer parte do Reino da Iugoslávia.
Após o fim da Segunda Guerra Mundial, a atual Macedônia do Norte passou a constituir uma das seis repúblicas que formavam a República Socialista Federativa da Iugoslávia. A Macedônia do Norte declarou sua independência da Iugoslávia em 1991.

## Segunda Guerra Mundial
Durante a Segunda Guerra Mundial, a Banovina do Vardar foi ocupada entre 1941 e 1944 pela Albânia, governada por italianos, que anexou as regiões ocidentais povoadas por albaneses, e a Bulgária pró-alemã, ocupou o restante. As potências de ocupação perseguiram os habitantes da província que se opunham ao regime; Isso levou alguns deles a se juntarem ao movimento de resistência comunista de Tito. No entanto, o exército búlgaro foi bem recebido pela maioria da população quando entrou na Macedônia e conseguiu recrutar a população local, que formava até 40% a 60% dos soldados em certos batalhões. No período do pós-guerra fez parte da República Socialista Federativa da Iugoslávia, o que não fez diminuir as tensões entre a etnia da (Vardar)-Macedônia e a Sérvia.

## O fim da Jugoslávia
Após a morte do presidente jugoslavo Tito, em 1980, tornou-se claro que a estrutura da República Socialista Federal da Iugoslávia não se iria manter unida, e cada uma das seis repúblicas que a compunham (Sérvia, Croácia, Eslovénia, Bósnia e Herzegovina, Montenegro e Macedónia) começou a buscar seu próprio caminho. A República Socialista da Macedónia tentou obter a independência, mas a presença de uma larga minoria albanesa e as objecções impostas pelo governo grego sobre a ideia de nascer um Estado com o mesmo nome de uma região do norte da Grécia tornou a transição difícil.

## A independência

Bandeira da Macedônia do Norte.

Depois de a Croácia e a Eslovénia se terem separado da Jugoslávia, a República Socialista da Macedónia também, por recear o domínio sérvio, foi conduzida a declarar a independência da Jugoslávia em 1991, ano em que foi adoptada uma nova constituição que consagrou o multipartidarismo.
O novo Estado foi admitido nas Nações Unidas em Abril de 1993 com o nome de Antiga República Jugoslava da Macedónia / FYROM. A Grécia não aprovou e bloqueou o reconhecimento deste país junto à União Europeia, contestando o nome do país e a utilização, na bandeira, do Sol de Vergina de Alexandre, o Grande e símbolo greco-macedónio. Seis países membros da União Europeia reconheceram o novo Estado em Dezembro de 1993, assim como os Estados Unidos em Fevereiro de 1994. A Grécia respondeu com um embargo comercial à nova república. Em Abril de 1994, a Comissão Europeia deu início a um processo contra a Grécia no Tribunal de Justiça Europeu, após a sua recusa em retirar o embargo.
Já depois da independência, o presidente Kiro Gligorov foi reeleito em Outubro de 1995.

## História recente

### Proposta de mudança de nome
Em 17 de junho de 2018, o primeiro-ministro macedónio, Zeran Zaev, e o grego, Aléxis Tsípras, fazem um acordo para mudar o nome da República da Macedónia para "República da Macedónia do Norte", diminuindo as tensões entre o país e a Grécia. Porém, esse processo ainda não está ativo e não há previsão para quando entrará em prática. Além disso, o presidente Gjorge Ivanov pretende exercer o direito de veto, o que a oposição nacionalista chama de "rendição", algo que pode atrasar um pouco a ratificação do acordo. Apesar dessa ação ajudar a República da Macedónia a entrar na União Europeia ou na OTAN, a maior parte da população macedónia se opõe a isso, provavelmente pelo sentimento nacionalista da nação e do fato de que a mudança do nome alterará a Constituição.  No mesmo dia, milhares de macedónios começam a protestar contra o novo nome da República da Macedónia. Assim, em 26 de junho, o presidente Gjorge Ivanov acaba se recusando a assinalar lei sobre a mudança de nome. 

### Adesão na OTAN
No mesmo ano da proposta da mudança de nome, dia 14 de julho, após convite da OTAN, o país se junta à organização. Milhares de macedônios comemoram o objetivo perseguido há muito tempo. 

## Cronologia

### Idade Média
Submissão do território macedónio aos diversos impérios que se sucederam na região (romano, bizantino, búlgaro).
- 1371-1389 - conquista dos Bálcãs pelos turcos-otomanos.

### Idade Contemporânea

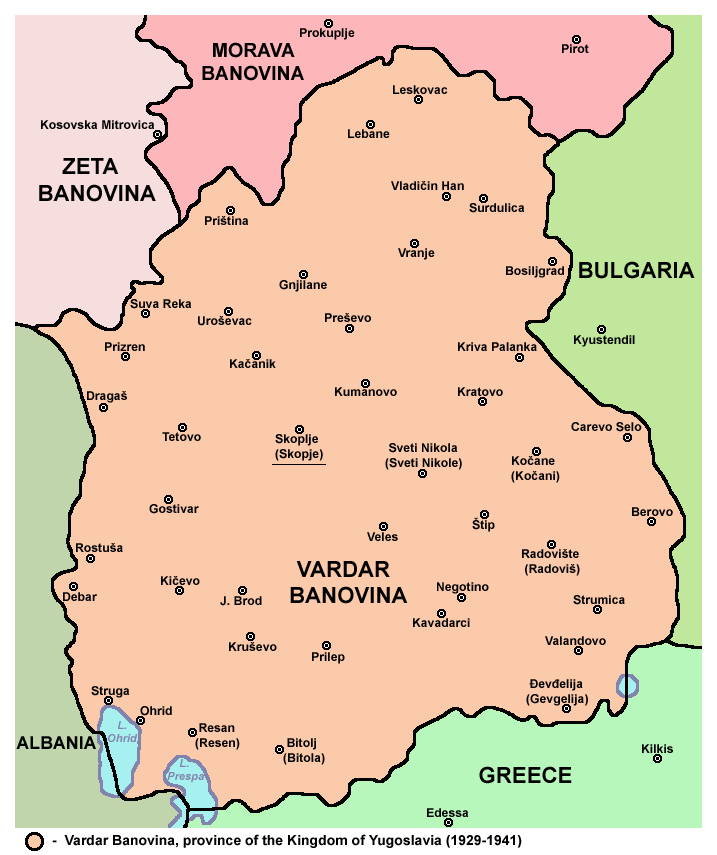
Mapa de Vardar Banovina, uma província do Reino da Iugoslávia (1929-1941)

- 1864 - divisão da Macedónia pelo Império Otomano em três províncias: Salónica, Monastir e Kosovo.
- 1893-1897 - desenvolvimento de movimentos nacionalistas macedónios.
- 1903 - levante macedónio apoiado pela Bulgária foi rechaçado violentamente pelos turcos com a destruição de 105 vilas de macedônios eslavos.
- 1912-1913 - Guerra dos Balcãs, primeiro contra o Império Otomano pela divisão dos territórios e depois entre si (Bulgária contra Grécia, Sérvia, Romênia e Turquia, que a derrotaram), o que resultou na divisão do território macedónio entre gregos (região costeira-Macedónia (Grécia)) e sérvios (região central e norte da Macedónia - atual Macedônia do Norte).
- 1918-1939 - Período entre guerras - a Macedónia passou a fazer parte do Reino dos sérvios, croatas e eslovenos.
- 1945 - criação da República Socialista Federal da Jugoslávia. A Macedónia integrou o novo estado como uma de suas seis repúblicas constitutivas.
- 1991 - em 8 de setembro, um plebiscito decidiu pela separação da Macedónia da Jugoslávia.
- 1993 - em abril, a República da Macedónia foi admitida como membro da Organização das Nações Unidas, com o nome de "Antiga República Jugoslava da Macedónia".[7]
- 2018 - em 14 de julho, após convite da OTAN, o país se junta à organização. Milhares de macedônios comemoram. [6]